# Via italiana al socialismo
La via italiana al socialismo è stata una strategia politica teorizzata da Palmiro Togliatti,  pochi mesi dopo la morte di Stalin, e da lui presentata nella sua relazione all'VIII Congresso del Partito Comunista Italiano nel dicembre 1956. La strategia proponeva il ripudio della rivoluzione violenta, il rifiuto dell'idea stalinista di una direzione internazionale del movimento comunista, il rispetto della Costituzione e del regime parlamentare. La "linea" proposta da Togliatti ripudiava inoltre la propaganda atea e proponeva in Italia un vasto sistema di alleanze. Questa linea proposta da Togliatti subì un appannamento durante il periodo della guerra fredda.